# Aldo Canti (atleta)
Aldo Canti (Montmorency, 9 marzo 1961) è un ex velocista specializzato nei 400 metri piani che rappresentò la Francia fino al 1990 e, dopo tale data, San Marino.

## Biografia
Nato in Francia da famiglia di origine sammarinese, ha gareggiato con la nazionale transalpina a partire dal 1979. Ha un fratello minore, Dominique, che è stato anch'egli sprinter.
Specializzato nei 400 metri piani, ha ottenuto la medaglia d'oro ai Giochi del Mediterraneo del 1983 con il tempo di 45"29, all'epoca record nazionale francese, da lui stesso abbassato a 45"09 a Zurigo il 22 agosto 1984. Vanta anche una medaglia di bronzo alle Universiadi del 1981 nella staffetta 4×100 m, nonché partecipazioni ai campionati europei e mondiali.
Ha rappresentato la Francia ai Giochi olimpici di Los Angeles 1984, dove è stato eliminato in semifinale nei 400 metri e in batteria nella staffetta 4×400 m.
Dal 1991 ha indossato la casacca di San Marino, sua nazione d'origine, con la quale ha partecipato anche ai Giochi olimpici di Barcellona 1992 gareggiando nei 200 metri e nella 4×100 m.
Ha inoltre gareggiato ai Giochi del Mediterraneo del 1991, dove ha ottenuto il quarto posto nei 200 metri col tempo di 21"02, ancora oggi record sammarinese della specialità e per vent'anni miglior prestazione nazionale assoluta, fino al 2,21 m ottenuto da Eugenio Rossi nel salto in alto
Nel suo palmarès figurano inoltre una medaglia di bronzo, ottenuta nei 200 m ai Giochi dei piccoli stati d'Europa di Andorra 1991, e due d'argento: nella 4×400 m sempre ad Andorra e nella 4×100 m ai Giochi di Malta 1993.